# Zinswiller
Zinswiller – miejscowość i gmina we Francji, w regionie Grand Est, w departamencie Dolny Ren.
Według danych na rok 2007 gminę zamieszkiwało 820 osób. Wśród 903 gmin Alzacji Zinswiller plasuje się na 369 miejscu pod względem powierzchni.